# Зинаида Гречани
Зинаида Гречани (на молдовски: Zinaida Greceanîi; на руски: Зинаида Петровна Греча́ный/Гречаная) е молдовска политичка, председателка на парламента на Република Молдова от 8 юни 2019 г.
Тя е първата министър-председателка (2008 – 2009) в независимата Република Молдова и втората комунистка министър-председател в Европа след Милка Планинц.
Лидер е на Партията на социалистите в Република Молдова от 2016 до 2020 г. Преди ПСРМ е член на Партията на комунистите в Република Молдова. Член е на парламента на Молдова от 2009 г.

## Биография
Гречани е родена в посьолок Металист (по-късно закрит), Томски район, Томска област, РСФСР на 7 февруари 1956 г. Нейните родители са изселени като „неблагонадеждни“ от с. Котюжени, Бриченски район, Молдовска ССР (1945) и се завръщат там с нея през 1957 г. Завършва Кишиневския финансово-икономически техникум (днес: среден колеж) и Кишиневския държавен университет.
След дипломирането си от 1974 г. работи като главен счетоводител, после като финансист (от старши инспектор до началник на управлението) в управата на Бриченски район до 1994 г. След това е в Министерството на финансите, където става началник на Главното управление по бюджета, директор на Бюджетния департамент, заместник-министър (2000), първи заместник-министър (2001), министър (2002).
Последователно заема следните длъжности в правителството на Молдова:
- министър на финансите от 26 февруари 2002 до 10 октомври 2005 г.
- първи заместник министър-председател от 10 октомври 2005 до 31 март 2008 г.
- министър-председател от 31 март 2008[3][1] до 14 септември 2009 г.

В изборите за примар (кмет) на Кишинев събира 78 018 (50,15 %) и 96 250 (87,78 %) гласа в туровете през 2005 г. Изборите обаче са обявени за недействителни поради участието на по-малко от 1/3 от избирателите по списъците.
Не успява да спечели президентските избори на 20 май 2009 г. (с 60 от необходими 61 гласа) като кандидат-президент от Партията на комунистите поради бойкот на опозицията. Подава оставка от премиерския пост и влиза в парламента от 14 септември 2009 г.
Заедно с Игор Додон и Вероника Абрамчук напуска парламентарната група на Партията на комунистите през 2011 г. Става депутат от Партията на социалистите (2014) и оглавява нейната парламентарна група.
В изборите за примар (кмет) на Кишинев е на 2-ро място в туровете през 2015 г.
Зинаида Гречани е омъжена за Алексей Гречани (Alexei Greceanîi), има 2 деца.